# 特呂一号原動機
特呂一号原動機（とくろいちごうげんどうき）とは、大東亜戦争（太平洋戦争）中、三菱重工長崎兵器製作所で研究が行われ、昭和19年（1944年）10月に試作されたイ号一型無線誘導弾甲型および乙型の推進装置に使用された液体燃料ロケットエンジンである。製作は三菱重工で行われた。燃料と触媒にそれぞれ80％濃縮過酸化水素液と40％濃縮過マンガン酸ソーダ液を用い、この両液を燃焼室内へ圧送するのに圧縮空気を用いていた。推力、燃焼時間はそれぞれ二型で150㎏、80秒、三型で240㎏、75秒だった。
　なお同じ過酸化水素を用いたロケットエンジンとしてはヴァルターロケットやそれを参考に開発された特呂二号があるが、これはそれぞれ過酸化水素と過マンガン酸カルシウム水溶液またはヒドラジン、メタノール、水、銅シアン化カリウムの混合液をターボポンプによって燃焼室内へ送り込むというもので、本ロケットエンジンとは違う。